# Château du Hugstein

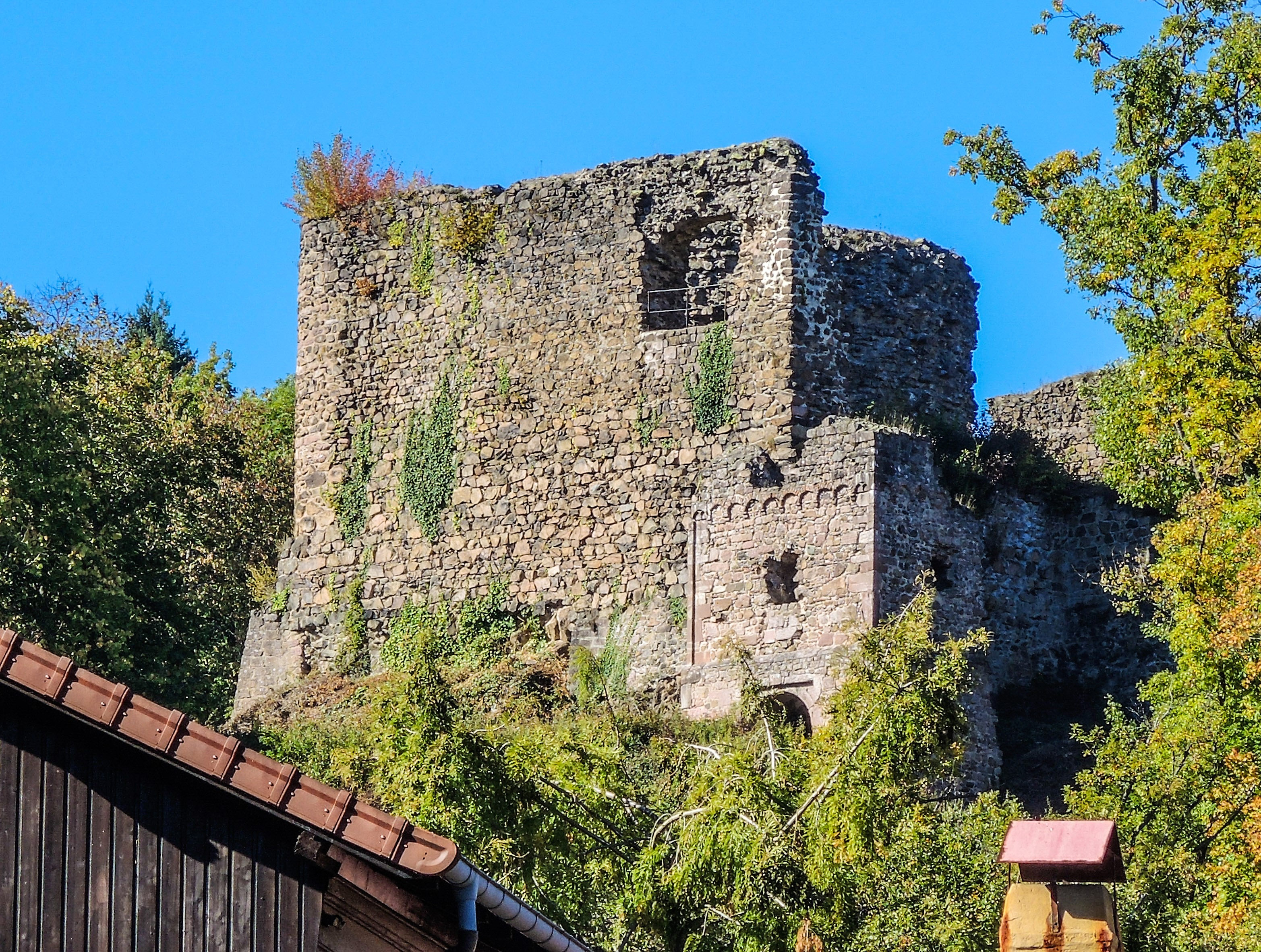
Château du Hugstein, vu de Buhl.

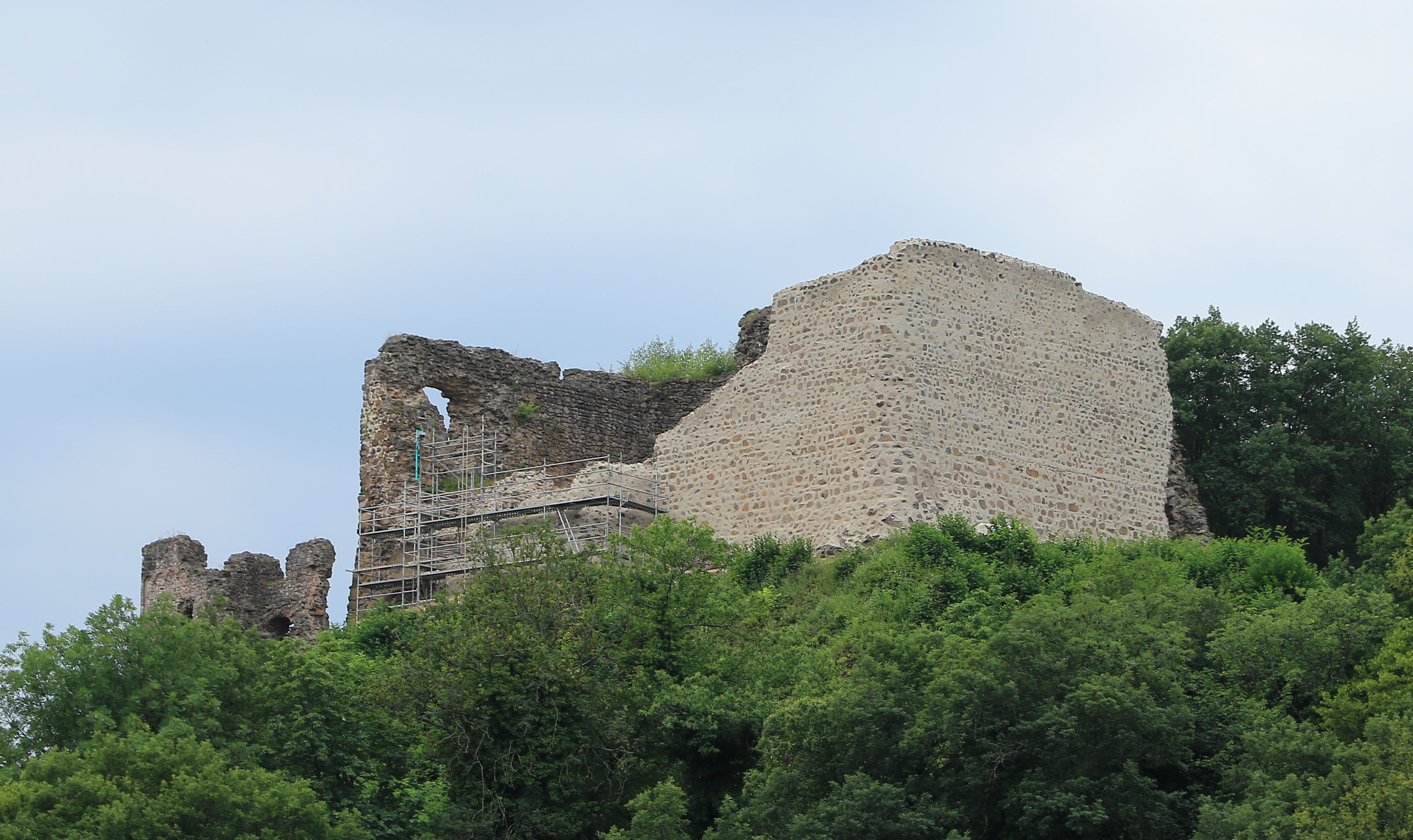
Le château en cours de restauration.

Les ruines du château du Hugstein sont situées sur les limites communales de Buhl et de Guebwiller dans le département du Haut-Rhin (Grand Est).
Il fait l’objet d’un classement au titre des monuments historiques depuis 1898.

## Histoire
Le château du Hugstein a été édifié en 1227 par Hugo (Hugues) de Rothenbourg, prince abbé de Murbach de 1216 à 1236. Il est construit sur les communes de Buhl et Guebwiller. Il servait à la défense de l'abbaye de Murbach et de l'entrée de la vallée du Florival.
En 1313, l'abbé Conrad Wiedergrun de Stauffenberg consacre la chapelle du château à la sainte Croix et à Saint Benoît. L'abbé Barthélémy d'Andlau modernise le Hugstein au cours du XVe siècle en lui adjoignant notamment une tour-porte ornée d'une frise et dotée d'un pont-levis (visible sur la photo).
Deux nouvelles tours sont également ajoutées au système défensif du château bien que son rôle principal soit résidentiel. Georges de Masevaux en continue la restauration mais meurt en 1542. Le château devient alors l'enjeu d'une querelle de succession entre Henri de Jestetten et son cousin Rodolphe Stoer de Stoerenbourg, abbé de Honcourt et capitulaire de Murbach. Ce dernier obtient finalement gain de cause mais le castel en souffre. En 1598, la foudre frappe le château. Il sert au début du XVIIe siècle de prison, particulièrement pour les luthériens ou encore pour les sorcières dont certaines seraient brulées devant le château. Abandonné par la suite, il sert encore de refuge aux pauvres gens avant d'être finalement utilisé comme carrière de pierres. La pierre dont est construit le château fut extraite du fossé qui l'entoure.
Le donjon cylindrique de 10 mètres de diamètre est relativement rare en Alsace. La partie haute du donjon a disparu depuis l'époque où le site servait de carrière. 
Le logis principal devait comporter deux voire trois étages. La clef de voûte de la chapelle mitoyenne (ou peut-être intégrée à la demeure) est visible au musée du Florival à Guebwiller. 
L'ensemble défensif est constitué d'un rempart dont les angles arrondis sont un leurre qui donne à l'assaillant l'impression que le château est équipé de tours cylindriques.

## Visite du château
La visite du château est libre.